# نواف العريك
نواف خالد العريك لاعب كرة قدم سعودي، يلعب كلاعب وسط لعب سابقاً مع نادي النجوم.